# Lindevania Martins
Lindevania de Jesus Martins Silva, mais conhecida como Lindevania Martins (Pinheiro, 6 de setembro de 1972)  é uma defensora pública e escritora brasileira. Autora dos livros de contos Anônimos, Zona de Desconforto e Longe de Mim. Autora do livro de poesias Fora dos Trilhos. 

## Biografia
Iniciou seus estudos na cidade de Pinheiro, onde nasceu, mudando-se para São Luís com a família no final da adolescência para ingressar no curso universitário. Chegou a iniciar os cursos de Engenharia Civil e Filosofia, mas não concluiu os mesmos. Bacharel em Direito, concluiu o Mestrado em Cultura e Sociedade pela Universidade Federal do Maranhão com a dissertação Autoria e Dissenso na Internet:um estudo sobre participação e tecnologia.
Atuou como delegada de polícia nos anos de 1999 a 2001, junto à Secretaria de Segurança Pública do Estado do Maranhão. Em seguida, ingressou na Defensoria Pública do Estado do Maranhão, onde atuou no Núcleo Forense da Família e, posteriormente,  no Núcleo de Defesa da Mulher e População LGBT.
Seu primeiro livro de contos, Anônimos: invenções de amor, morte e quase morte, venceu o XXVII Concurso Literário Artístico na categoria contos, sendo publicado pela Prefeitura de São Luís no ano de 2003. O livro O Trio venceu a edição do concurso seguinte, optando a mesma por não publicá-lo.
O livro Zona de Desconforto foi selecionado para publicação após o I Concurso de originais da Editora Benfazeja. Trata-se de uma obra composta por oito contos escritos num registro realista, a maioria narrados em primeira pessoa. Participou como jurada do Concurso Internacional Her Story, promovido pela  Plataforma Sweek em conjunto com o Leia Mulheres e a Pólen Livros.
Tem poemas e contos publicados nas seguintes revistas eletrônicas: Gueto, Marinatambalo: crítica e literatura,  Ruído Manifesto, Fluxo: revista de criação literária e Quatetê. Integra o coletivo literário feminista Mulherio das Letras.

## Obras

### Livros Publicados
- 2003 – Anônimos: invenções de amor, morte e quase morte (Prefeitura de São Luís)

Este livro foi vencedor  do XXVII Concurso Literário e Artístico Cidade de São Luís, categoria contos, em 2003. O livro apresenta 16 contos, a respeito dos quais, o crítico e poeta Couto Correa Filho,  na orelha do livro, afirma: “Ás vezes as narrativas são densas e transcorrem carregadas de tensão, com um desfecho dramático que choca a sensibilidade do leitor, tal como nos contos “Veia” e “Acerto de Contas”. Em outras ocasiões, o tema é simples e o relato se passa em grandes tensões emocionais, como em “Pescaria” e “A Velha”. Mas, em ambos os casos, fica registrado um modo pessoal e autêntico e narrar estórias”.
- 2018 - Zona de Desconforto (Editora Benfazeja)

O livro apresenta oito contos que dialogam profundamente com as questões do nosso tempo e nos faz refletir sobre invisibilidades, pertencimentos e as possibilidades de se viver em conjunto. Os contos apresentem enredos e personagens bem construídos em que ideais de bondade e maternidade são postos em cheque, bem como são expostas as complexidades das relações amorosas e de critérios que valoram a vida humana a partir de perspectivas excludentes. “Na escrita do livro, estive muito preocupada em preservar essas contradições que nos constituem. As personagens circulam por espaços hostis, possuem a necessidade de se afirmar para resistir, porém, suas escolhas com frequências são desastrosas e produzem efeitos imprevistos, desafiando suas próprias crenças ou expondo facetas que lhe são indesejáveis”, diz a Autora. Zona de Desconforto foi vencedor do I Concurso Nacional de Originais da Editora Benfazeja, lançado em 2017.
- 2019 – Longe de Mim (Sangre Editorial)

Terceiro livro da maranhense Lindevania Martins, tem como protagonista Josi, uma menina de 10 anos cuja vida está prestes a mudar. Fruto de uma gravidez na adolescência, se viu forçada a ingressar cedo demais no mundo adulto, cujas regras ela não compreende totalmente. A relação conflituosa que a menina estabelece com a mãe e com os homens que a rodeiam se torna cada vez mais acirrada, até que uma morte acontece.
O texto recebeu menção honrosa no Concurso Nacional de Contos da Ordem dos Advogados do Brasil, lançado em 2006.
- 2019 – Fora dos Trilhos (Venas Abiertas)

Neste quarto livro, a escritora apresenta 26 poemas atravessados por temáticas variadas, entre as quais se sobressai o mundo do trabalho, as questões de gênero e a infância, além de trazer aspectos lúdicos e experimentais. Integra uma "coleção de bolsa" composta por 20 volumes de obras individuais de integrantes do coletivo literário Mulherio das Letras.

### Trabalhos em Antologias
- 2001-  Eros de Poesia (Org: Asta Vonzodas e Nalu Nogueira)
- 2006-  O Advogado e a Literatura (Org: Francisco José Pereira - Ordem dos Advogados do Brasil)
- 2018-  Antologia Internacional Mulheres pela Paz - Mulherio das Letras - (Org: Alexandra Magalhães Zeiner e Vanessa Ratton)
- 2018-  Casa do Desejo - (Org: Eduardo Lacerda)
- 2018-  Conexões Atlânticas Brasil Portugal - (Org: Adriana Mayrinck e Emanuel Lomelino)
- 2018-  Antologia de Contos Ciclo Contínuo Editorial - (Org: Ciclo Contínuo)
- 2018-  2a. Coletânea de Prosa do Mulherio das Letras - (Org: Cleonice Alves Lopes-Flois)
- 2018-  2a. Coletânea Poética do Mulherio das Letras - (Org: Vanessa Ratton)
- 2018-  Espantologia Poética Marielle em Nossas Vozes - (Org: Célia Reis, Maria Nilda de Carvalho Mota e Palmira Heine)
- 2019-  Meus Primeiros Versos: poesias para crianças - (Org: Vanessa Ratton - Mulherio das Letras)
- 2019-  Babaçu Lâmina - (Org: Carvalho Júnior)
- 2019-  Entradas para Cotidianos - (Org: Karine Bassi)
- 2019-  Eros das Eras: antologia erótica - (Org: Argemira de Macedo Mendes, Fábio Mário da Silva e Marleide Lins)
- 2019-  O Livro das Marias - (Org: Jeovania Pinheiro)
- 2019-  Antologia 32 - (Org: Leonardo Costaneto, Ana Paula sobrinho, Patricia Cacau e Tânia Diniz)
- 2019-  Admiráveis Mulheres - (Org: Beatriz Santos)
- 2019-  Mulherio das Letras Portugal: poesia - (Org: Adriana Mayrinck)
- 2019-  Caravana Buenos Aires: literatura brasileira por las calles argentinas - (Org: Leonardo Costaneto)
- 2019-  Sou Mulher, Logo existo: 3a. coletânea de prosa e poesia do Mulherio das Letras - (Org: Vanessa Ratton)
- 2019-  Eu, Monstro! - (Org: Rafael Tsuchiya)

### Trabalhos Técnicos
SILVA, Lindevania de J.M. Entre o Público e o Privado: questões sobre autoria a partir da internet. In: SEGATA, Jean; MÁXIMO, Elisa M; BALDESSAR, Maria J (Org). Olhares Sobre a Cibercultura. Florianópolis: CCE/UFSC, 2012. p. 17. Acessado em 21.12.2018

## Prêmios e Menções
- 1º lugar no XXVII Concurso Literário Artístico Cidade de São Luís, Prêmio Odylo Costa Filho (contos)
- 1º lugar no XXVIII Concurso Literário Artístico Cidade de São Luís, Prêmio Odylo Costa Filho (contos)
- 5º lugar no I Concurso Eros de Poesia - categoria júri (poesia)
- Menção honrosa em I Concurso Nacional O Advogado e a Literatura, promovido pelo Conselho Federal da Ordem dos Advogados do Brasil (contos)
- Finalista no Concurso Nacional Paula de Brito, promovido pela Ciclo Contínuo Editorial (contos)

## Ligações Externas
- Toca a Falar Disso Dez Perguntas a Lindevania Martins
- Ruído Manifesto Um Conto de Lindevania Martins
- Volts 12a. Felis Apresentará Sete Edições do Literatura Mútua
- Tabacaria: ler para compreender
- Sopa Cultural: defensora pública apresenta Zona de Desconforto
- Revista Marinatambalo: Crítica e Literatura
- Revista Gueto: coletânea degredo
- Revista Fluxo: revista de criação literária
- Quatetê: quatro poemas de Lindevania Martins
- Antólogos: entrevista com Lindevania Martins
- Catarses e Metáforas
- Revista Pixé: dois poemas de Lindevania Martins